# Mirosław Drewniak
Mirosław Drewniak (ur. w 1964 w Bielsku-Białej) – polski mistrz kuchni, autor i publicysta tematyki gastronomicznej w prasie ogólnodostępnej i branżowej, autor wielu książek kulinarnych.

## Życiorys
Członek kapituły elitarnego Klubu Szefów Kuchni, prezes i współzałożyciel Śląskiego Stowarzyszenia Szefów Kuchni i Cukierni, członek i wspólzałóżyciel Fundacji Klubu Szefów Kuchni.
Organizator i wykonawca Dni Kuchni Polskiej za granicą: w Sewilli, Burgos, Lublianie, Budapeszcie i Berlinie, przewodniczący Loży Ekspertów programu „Doceń polskie”, konsultant dużych producentów żywności takich jak Duda–Bis, Superfish, Kotlin, Bonduelle, Wosana, FleishMannschaft – Domenu, Multivac.
Uznany juror i współprowadzący w konkursach kulinarnych organizowanych w całej Polsce. Dwukrotnie nominowany do nagrody „Oskar Kulinarny” 2006 i 2007 w kategorii autor i promotor kuchni regionalnej, laureat nagrody Polskiej Organizacji Turystycznej za promowanie kuchni Polskiej w Europie i na Świecie.
Organizator gastronomii podczas imprez takich jak: Puchar Świata w skokach narciarskich, letnie i zimowe Grand Prix, Polskie Dni w Maso Corto i Kaprun. Reprezentował Zakopane jako Miasto Kandydata na kongresie FIS w Kapsztadzie-2008
Jako trener poprowadził do zwycięstwa drużyny podczas takich konkursów jak: Kulinarny Puchar Polski 2003, Złota Patelnia – drugie miejsce – nagroda Ministra Gospodarki, Festiwal Kuchni Dworskiej – pierwsze miejsce.
Występował wielokrotnie w programach telewizyjnych takich jak „Kawa czy herbata” oraz „Pytanie na śniadanie”, „Kulinarne podróże Roberta Makłowicza”, uczestnik programu „Druga Twarz”, a w pierwszej edycji Mastershefa – konsultant kulinarny. Prowadził cykl w Radio RMF FM i Radio Bielsko.

## Kariera zawodowa
Doświadczenie zawodowe zdobył odbywając praktyki w wielu restauracjach na Śląsku, a od 1993 roku prowadził kuchnię w Hotelu Noma Residence w Promnicach.
Świadczył usługi doradcze w wielu gastronomicznych i spożywczych miejscach w całym kraju.
W 2005 roku objął stanowisko szefa kuchni w Hotelu Restauracji Brovaria w Poznaniu. W latach 2006–2007 konsultował i otwierał Restaurację i Pub w Hotelu Szara Villa w Opolu, a od 2009 roku do września 2012 r. pełnił funkcję szefa gastronomii w Hotelu Swing w Krakowie.

## Publikacje
Autor następujących pozycji:
- Przewodniki Kulinarne o Polsce, Włoszech, Grecji, Wydawnictwa Pascal,
- Austria jest piękna,
- Gotowania na parze. Obiady,
- Dobra kuchnia. Obiady,
- Dobra kuchnia. Mięso i ryby,
- Gotowanie w kombiwarze i na parze oraz Zdrowa kuchnia,
- Sałatki polskie wspólnie z Andrzejem Fiedorukiem,
- Kreta i Santorini wspólnie z Gościwitem Malinowskim,
- Przepisy kulinarne i zwyczaje świąt Bożego Narodzenia.

Autor tekstów kulinarnych do Gazety Wyborczej, Dziennika Zachodniego. Autor i uczestnik audycji i wywiadów radiowych: RMF FM, Radio Zet i Radio Bielsko. Konsultował polską edycję książki „Piekielna kuchnia” Marco Pierre White’a. Współautor „Smak podróży” oraz „Przewodniki Kulinarne” o Hiszpanii, Francji, Grecji, Węgrzech, Bułgarii, Krajach arabskich, Chorwacji, dla Wydawnictwa Pascal.
Mirosław Drewniak pisze artykuły dla „Rzeźnika polskiego”, które noszą tytuł „Kulinarne przygody Mirka Drewniaka”.

## Osiągnięcia
- Pokaz kulinarny z Adamem i Izą Małyszami w Galerii Gemini Park w Bielsku-Białej ⇒ 2011,
- Kuchnia Polska Nowoczesna – współorganizator i współprowadzący z Kabaretem Otto ⇒ 2010–2011,
- Przewodniczący Jury Najlepszy Wielkanocny Wyrób Okazjonalny –red. Rzeźnik Polski ⇒ 2005-2009,
- Występ w zespole gwiazd kulinarnych Galacticos na Targach Euro Gastro ⇒ 2005
- Zielone Czapki Bonduelle - Jury ⇒ 2002-2007,
- Profesjonalista Roku Polish Prestige Hotels – Jury i prowadzenie ⇒ 2002-2006,
- Uczestnik Wielkiego Gotowania Lata z Radiem ⇒ 2002-2003,
- Współorganizator imprezy Kulinarnej Święto Wiosny ⇒ 2001,